# Châtenoy-le-Royal
Châtenoy-le-Royal è un comune francese di 6 152 abitanti situato nel dipartimento della Saona e Loira nella regione della Borgogna-Franca Contea.

## Società

### Evoluzione demografica
Abitanti censiti